# Greenchoice
Greenchoice is een Nederlands energiebedrijf dat uitsluitend groene energie levert. De aandelen zijn voor 70% in handen van Energie Concurrent en voor 30% in handen van het Rotterdamse energiebedrijf Eneco. Het hoofdkantoor is gevestigd in Rotterdam.

## Geschiedenis
Greenchoice werd opgericht in 2001 door Michiel Rexwinkel, John Appeldoorn en Rob van Rees. Het bedrijf onderscheidde zich van andere energieleveranciers, door als eerste energieleverancier van Nederland enkel groene stroom te leveren. In 2007 nam stroomleverancier Eneco voor zo'n 22 miljoen euro 30% van de aandelen over. Het geld werd verdeeld onder de oprichters. In 2010 stapte Van Rees op, nadat hij zich niet langer kon vinden in de koers van het bedrijf.
In 2004 ging Greenchoice voor het eerst gas leveren aan klanten. De CO2-uitstoot van het gasverbruik compenseert Greenchoice met het aanplanten van bomen en het beschermen van bossen in o.a. Brazilië, Peru, Tanzania, Uganda en Indonesië. In 2017 is Greenchoice ook bosprojecten van Staatsbosbeheer, Vereniging Natuurmonumenten en het Zuid-Hollands-Landschap in Nederland gaan steunen. 
In 2011 kwam het bedrijf tweemaal in opspraak. Eerst kreeg het een boete voor ongeoorloofde colportage van oktober 2009 tot augustus 2010. Hierna bleek dat zij klanten die overstapten naar een andere energieleverancier niet automatisch een eindafrekening stuurden. Hierdoor zou het bedrijf onterecht 7,2 miljoen euro hebben geïncasseerd. Het bedrijf moest het bedrag terugstorten en Rexwinkel en Apeldoorn werden hierop tot een boete van 450 duizend euro veroordeeld. In januari 2012 werd de directie ontslagen en opgevolgd door Richard Klatten en Denis Slieker, die op hun beurt medio 2013 weer vertrokken naar Qurrent.
In 2014 bepleitte minderheidsaandeelhouder Eneco voor de rechtbank, dat er wanbeleid gevoerd was binnen Greenchoice. De Ondernemerskamer greep hierna in en stelde een nieuwe bestuurder en een onafhankelijke Raad van Commissarissen aan. Rexwinkel en Appeldoorn hadden zo geen directe zeggenschap meer in het bedrijf. Deze raad, die allerlei bevoegdheden heeft gekregen die normaal bij de aandeelhouders liggen, is ook nog steeds actief. In 2015 werd de ingestelde bestuurder van zijn taak ontheven toen Evert den Boer als nieuwe bestuursvoorzitter van de energieleverancier aan de slag ging.
In augustus 2018 werd duidelijk dat Greenchoice concurrent Qurrent, eveneens leverancier van enkel groene stroom, over zou gaan nemen. Qurrent werd in 2005 opgericht door Igor Kluin 'zonder winstoogmerk', een initiatief gesteund door Stichting DOEN. Op 1 oktober 2018 werden de aandelen van Stichting DOEN aan Greenchoice overgedragen.
Sinds 2023 levert Greenchoice energie en gas aan meer dan 619.000 klanten.

## Bedrijfsvoering
Greenchoice levert energie en investeert in groenestroomprojecten in Nederland. De levering van aardgas compenseert het bedrijf met het beschermen van bossen en aanplant van bomen. Sinds 2012 sponsort Greenchoice ieder jaar de Warmetruiendag, om mensen bewust te maken van energieverspilling.

## Duurzaamheid
In 2016 kwam bij een beoordeling van de Consumentenbond Greenchoice, voor de tweede keer op rij, als beste naar boven. 14 Nederlandse Energieleveranciers werden getest op klanttevredenheid, service én duurzaamheid.
In 2023 werd Greenchoice voor de zevende keer uitgeroepen tot meest duurzame merk binnen de energiesector van Nederland bij een onderzoek gedaan door de Sustainable Brand Index.

Ook won het bedrijf in 2024 voor de 11de keer de Gaslicht.com Award voor beste energieleverancier van Nederland.